# Берлин-39
«Берлин-39» (англ. Berlin'39) — итальянский боевик 1994 года.

## Сюжет
Перед началом Второй мировой войны немецкий офицер Ганс признаётся в любви к дочери генерала Луизе. Однако Луизу больше привлекают женщины. Но стоило только Гансу обратить своё внимание на другую женщину, как Луиза начинает ревновать и использовать свои знакомства в Гестапо.

## В ролях
- Кен Маршалл — Ганс
- Джон Сэвидж — Вилланд
- Рэй Сендвик — Анна
- Мадленн Криппа — Луиза
- Маша Мериль — мадам Вик
- Луиджи Ди Фиоре — Климан
- Вильям Бергер — Эрнест
- Армандо Франчоли — Людвиг
- Антонелла Фаттори — Инги
- Филипп Леруа — Росток
- Берт Янг — Вернер

## Интересные факты
В Бразилии фильм вышел в прокат под названием Berlim’39: Sexo, Poder e Traição («Берлин-39: Секс, сила и предательство»).